# Junkers Ju 46
Lo Junkers Ju 46 era un idrovolante di linea e da trasporto monomotore ad ala bassa e fusoliera interamente metallica, progettato nel 1927 dalla tedesca Junkers Flugzeugwerke AG come evoluzione del W 34.

## Storia del progetto
Lo Ju 46 è stato sviluppato dopo una specifica richiesta effettuata nel 1927 da parte della Deutsche Luft Hansa A.G. (DLH), in cui si chiedeva di trasformare il W 34 in una versione idrovolante catapultabile. La prima serie di velivoli fu fornita nel 1932 andando a sostituire gli Heinkel HE 58 utilizzati fino ad allora.
Sostanzialmente i due velivoli erano molto simili, dotati della fusoliera in duralluminio ondulato introdotta da Hugo Junkers nei primi modelli e lo stesso usato nel più noto Ju 52. Le principali modifiche riguardavano l'adozione di due grandi galleggianti sotto le ali, l'adozione di una cabina di pilotaggio chiusa fin dal primo esemplare ed un impennaggio di coda dalle dimensioni maggiorate, questo per permettere una migliore manovrabilità alle basse velocità con cui venivano catapultati per il decollo. Il colore rosso con cui erano dipinti consentiva una migliore visibilità nel caso fosse stato necessario un recupero di soccorso a causa di un ammaraggio forzato.
Inizialmente gli Ju 46 erano dotati di un motore radiale BMW Hornet C da 600 CV, gradualmente sostituito in tutti i 5 esemplari costruiti dal più moderno e potente BMW 132.
Lo scopo principale dello Ju 46 era quello di consentire un più veloce servizio di collegamento postale, la Postverbindung, con le nazioni al di là dell'Oceano Atlantico.
I transatlantici Bremen ed Europa erano dotati di una catapulta ad aria compressa che riusciva ad accelerare lo Ju 46, con il suo peso al decollo di 3 200 kg, a circa 110 km/h in soli 20 m. La partenza di questi aerei erano per i passeggeri dei piroscafi un'esperienza indimenticabile.

## Versioni
- Ju 46fi - velivolo catapultabile dotato di motore BMW Hornet C da 600 CV (441 kW), il Pratt & Whitney Hornet costruito su licenza dalla BMW.
- Ju 46hi - come la versione fi ma motorizzata, dal 1933, con un BMW 132 da 650 CV (480 kW). Due esemplari furono temporaneamente motorizzati con i Pratt & Whitney Hornet T2D1 da 630 CV.

## Utilizzatori
Brasile
- Syndicato Condor S/A

 Germania
- Deutsche Luft Hansa